# Jef Mermans
Josephus Antoon Louisa Mermans (Merksem, Bélgica, 16 de febrero de 1922-Wildert, Bélgica, 20 de enero de 1996), más conocido como Joseph Mermans o Jef Mermans, fue un futbolista belga que jugaba como delantero.

## Trayectoria
Su primer equipo fue el Tubantia FAC, hasta que en 1942 llegó al RSC Anderlecht, que pagó una cifra récord de 125 000 francos belgas para hacerse con sus servicios. Fue determinante en la temporada 1946-47, cuando su equipo ganó la liga por primera vez en su historia. Es el máximo goleador histórico del club, con el cual ganó 7 ligas belgas y fue el máximo goleador de la competición en 3 ocasiones. Su último equipo fue el Merksem SC, donde ganó el campeonato belga de tercera división un año antes de su retiro. El estadio del Merksem lleva su nombre en su honor. Con 367 tantos, es el segundo máximo goleador de la historia de la Primera División de Bélgica.

## Selección nacional
Fue internacional con la selección de fútbol de Bélgica en 56 ocasiones y convirtió 27 goles. Fue el capitán de los Diablos Rojos en la Copa Mundial de 1954. Es uno de los máximos goleadores de la historia de su selección.

### Participaciones en Copas del Mundo
| Mundial                        | Sede  | Resultado      | Partidos | Goles |
| ------------------------------ | ----- | -------------- | -------- | ----- |
| Copa Mundial de Fútbol de 1954 | Suiza | Fase de grupos | 2        | 0     |

## Clubes
| Club           | País    | Año       |
| -------------- | ------- | --------- |
| Tubantia FAC   | Bélgica | 1937-1942 |
| RSC Anderlecht | Bélgica | 1942-1957 |
| Merksem SC     | Bélgica | 1957-1960 |

## Palmarés

### Campeonatos nacionales
| Título               | Club           | País    | Año  |
| -------------------- | -------------- | ------- | ---- |
| Division d'Honneur   | RSC Anderlecht | Bélgica | 1947 |
| Division d'Honneur   | RSC Anderlecht | Bélgica | 1949 |
| Division d'Honneur   | RSC Anderlecht | Bélgica | 1950 |
| Division d'Honneur   | RSC Anderlecht | Bélgica | 1951 |
| Division 1           | RSC Anderlecht | Bélgica | 1954 |
| Division 1           | RSC Anderlecht | Bélgica | 1955 |
| Division 1           | RSC Anderlecht | Bélgica | 1956 |
| Division 3 (Serie B) | Merksem SC     | Bélgica | 1959 |

### Distinciones individuales
| Distinción                               | Año  |
| ---------------------------------------- | ---- |
| Máximo goleador de la Division d'Honneur | 1947 |
| Máximo goleador de la Division d'Honneur | 1950 |
| Máximo goleador de las ligas europeas    | 1950 |